# Burla (Suceava)
Burla es una comuna ubicada en el distrito de Suceava, Rumania.

## Superficie
Posee una superficie de 18,69 kilómetros cuadrados.

## Demografía
Hasta 2021 la población era de 2135 habitantes, con una densidad de población de 114,2 habitantes por kilómetro cuadrado.